# 20287 Munteanu
20287 Munteanu este un asteroid din centura principală de asteroizi.

## Descriere
20287 Munteanu este un asteroid din centura principală de asteroizi. A fost descoperit pe 20 martie 1998 la Socorro, New Mexico, în cadrul proiectului LINEAR. Asteroidul prezintă o orbită caracterizată de o semiaxă mare de 2,40 ua, o excentricitate de 0,19 și o înclinație de 1,5° în raport cu ecliptica.